# Čtyřstranný bezpečnostní dialog
Čtyřstranný bezpečnostní dialog (anglicky Quadrilateral Security Dialogue, zkráceně QSD nebo Quad) je neformální iniciativa pro strategickou spolupráci v oblasti Tichého a Indického oceánu. Jejími členy jsou Spojené státy americké, Japonsko, Austrálie a Indie. Spojenectví těchto zemí vychází z teorie demokratického míru a reaguje na hospodářské a vojenské posilování asijských zemí.
Prvním projevem spolupráce bylo společné cvičení indické a americké armády Exercise Malabar, které se pořádá od roku 1992. Od roku 2002 se konaly rozhovory mezi USA, Japonskem a Austrálií o společných zájmech v regionu. Spolupráci těchto zemí posílilo vytvoření Tsunami Core Group, zaměřené na likvidaci následků zemětřesení v Indickém oceánu 2004. V květnu 2007 inicioval japonský premiér Šinzó Abe zahájení dialogu mezi čtveřicí zemí nazývaných „diamant demokracie“. V roce 2008 však účast Austrálie ukončil nový předseda vlády Kevin Rudd, který usiloval o lepší vztahy s Čínou. V menší míře aliance pokračovala i nadále a v letech 2014 a 2015 proběhla společná vojenská cvičení.
Na summitu Sdružení národů jihovýchodní Asie v roce 2017 bylo dohodnuto obnovení čtyřstranné spolupráce. Příčinou byly územní nároky Číny, založené na dosažení linie devíti čar. První setkání nejvyšších představitelů členských zemí se konalo virtuálně 12. března 2021. Účastníci dialogu odsoudili vojenský převrat v Myanmaru 2021 a domlouvali společnou distribuci vakcín proti nemoci covid-19. Členské země také usilují o větší zapojení Evropské unie do dění v indopacifickém regionu.
Čína považuje Čtyřstranný bezpečnostní dialog za ohrožení svých zájmů a za zárodek regionální obdoby NATO. Když Bangladéš v květnu 2021 vyjádřil zájem připojit se ke QSD, vedlo to k diplomatické roztržce mezi oběma státy.